# Saint-Vivien-de-Médoc
Saint-Vivien-de-Médoc (gaskonsko Sent Vivian dau Medòc) je naselje in občina v jugozahodnem francoskem departmaju Gironde regije Akvitanije. Leta 2009 je naselje imelo 1.595 prebivalcev.

## Geografija
Naselje se nahaja v pokrajini Gaskonji na zahodnem bregu estuarija Gironde, 82 km severozahodno od Bordeauxa.

## Uprava
Saint-Vivien-de-Médoc je sedež istoimenskega kantona, v katerega so poleg njegove vključene še občine Grayan-et-l'Hôpital, Jau-Dignac-et-Loirac, Soulac-sur-Mer, Talais, Vensac in Le Verdon-sur-Mer z 8.863 prebivalci.
Kanton Saint-Vivien-de-Médoc je sestavni del okrožja Lesparre-Médoc.

## Zanimivosti
- romanska cerkev sv. Vivijana, prvotno kapela iz 6. stoletja, prenovljena v 12. stoletju, zvonik iz leta 1957;